# نويل موليغان
نويل موليغان (بالإنجليزية: Noel Mulligan)‏ هو لاعب دوري الرغبي أسترالي، ولد في 12 أبريل 1926 في Port Kembla, New South Wales ‏ في أستراليا، وتوفي بنفس المكان في 11 مارس 2000.